# Liste faschistischer Periodika in Italien
In der Zeit des italienischen Faschismus gab es an faschistischen Periodika zum einen jene, die sich parteiunabhängig für den Faschismus aussprachen und den faschistischen Staat unterstützten. Zum anderen gab es die explizit faschistischen und im Zusammenhang mit der National-Faschistischen Partei publizierten Periodika. Zudem gilt es zu unterscheiden zwischen Periodika der faschistischen Ära des Königreichs Italien von 1922 bis 1943 und jenen der von 1943 bis 1945 bestehenden Italienischen Sozialrepublik. Nach 1945 erschienen neofaschistische Publikationen.

## Faschistische Ära bis 1943

### Zeitungen
- Il Popolo d’Italia (1914), gegründet von Benito Mussolini
- Corriere Italiano (1923–24), gegründet von Aldo Finzi, Chefredakteur Filippo Filippelli
- La Fiamma Nazionale (1919) (seit 1923 La Fiamma), gegründet von Alfredo Cucco
- Idea Nazionale, erst Wochenzeitung, dann Tageszeitung (seit 1925 Teil von La Tribuna) von Roberto Forges Davanzati
- Il Popolo di Trieste (1920), gegründet von Francesco Giunta
- Le Fiamme (1920), gegründet von Giuseppe Bottai
- Italia nuova (1920), gegründet von Pietro Marsich
- L'Assalto, (1920), gegründet von Nanni Leone Castelli
- Giovinezza (1920), gegründet von Luigi Freddi
- L'idea fascista (1921), gegründet von Barbato Gattelli
- La Scure (1921), gegründet von Bernardo Barbiellini Amidei
- I Vespri, (1921)
- Sassaiola fiorentina, Wochenzeitung (1921), gegründet von Amerigo Dumini
- Audacia, Wochenzeitung (1921), gegründet von Edoardo Malusardi
- Nuovo Araldo, von Gallarate (1922), gegründet von Carlo Ravasio
- Cremona nuova (später umbenannt zu Regime fascista) (1922), gegründet von Roberto Farinacci
- L'Impero, (1923), gegründet von Mario Carli und Emilio Settimelli
- Il Mezzogiorno, Tageszeitung (1923), gegründet von Giovanni Preziosi
- Giovinezza, 1924, gegründet von Asvero Gravelli
- Il Pattuglionem (1924), Umberto Banchelli
- Il Tevere, römische Tageszeitung (1924), von Telesio Interlandi
- Ottobre (1928), gegründet von Asveroglio Gravegli
- Il secolo fascista (1930), Gründer und Chefredakteur Giuseppe A. Fanelli
- La Vedetta Fascista, Tageszeitung, Chefredakteur Arturo Novello
- Il Popolo di Sicilia, Tageszeitung (1931), gegründet von Gennaro Villelli
- Il Popolo di Roma, Tageszeitung (1925), als römische Ausgabe der Popolo d’Italia; Chefredakteur Paolo De Cristofaro

### Zeitschriften
- Augustea, zweiwöchentlich (1925–1943), Chefredakteure Francesco Ciarlantini, Antonio Lezza, Ottavio Dinale
- Il Pettine, wöchentliches Satirejournal (1919) (seit 1920 Il Sonaglio), gegründet von Enrico Portino
- Gerarchia, (1922), gegründet von Benito Mussolini
- Critica fascista, (1923–1943), gegründet von Giuseppe Bottai
- Roma fascista, Wochenzeitschrift (1924–1943), Chefredakteur Palazzo Braschi; Mitarbeiter u. a. Eugenio Scalfari, Vittorio Zincone, Mario Alicata und Giuliano Vassalli
- Civiltà Fascista, Monatszeitschrift des Nationalen Faschistischen Kultur-Instituts (1934–1943); publizierte u. a. Beiträge von Giovanni Gentile, Telesio Interlandi, Indro Montanelli
- Il Selvaggio, (1924), gegründet von Angiolo Bencini
- L'Italiano, (1926), gegründet von Leo Longanesi
- Lo Stato (1930), gegründet von Carlo Costamagna
- La Squilla, Wochenzeitschrift (seit 1920 La voce del popolo sovrano), Chefredakteur Roberto Farinacci
- Dedalo, Kunst- und Kulturzeitschrift (1921–1933), Chefredakteur Ugo Ojetti
- Le Grandi Firme, zweiwöchentliches Nachrichtenmagazin (1924–1939), Gründer und Chefredakteur Pitigrilli
- L'Illustrazione Fascista, zweiwöchentliches Journal der Popolo d’Italia, Gründer und Chefredakteur Arnaldo Mussolini (1928–1931)
- Il Bargello, (1929), gegründet von Alessandro Pavolini
- Pégaso, Zeitschrift für Literatur und Kunst (1929/1933), gegründet von Ugo Ojetti
- L'Universale, Zeitschrift der Gruppo Universitario Fascista (GUF), d. h. der Faschistischen Universitäts-Organisation (1931/1935), gegründet von Berto Ricci
- Pan, Journal für Literatur, Kunst und Musik (1933/1935), gegründet von Ugo Ojetti
- Quadrivio, Wochenjournal (1933–1941), Chefredakteur Telesio Interlandi; publizierte Beiträge u. a. von Francesco Jovine, Carlo Bernari, Alberto Moravia, Antonio Piromalli, Ennio Flaiano[1]
- Architrave, Monatszeitschrift für Politik, Literatur und Kunst der "GUF" aus Bologna (1940/1942)
- Primato, zweiwöchentliche Zeitschrift für Kultur und Kunst (1940/1943), gegründet von Giuseppe Bottai
- Marc'Aurelio (1931–1943)
- La difesa della razza (1938–1943)
- Omnibus, Wochenjournal (1937–1939)
- La vita italiana, Monatsjournal, Chefredakteur Giovanni Preziosi
- Il versuro, Monatsschrift der faschistischen Landarbeiter-Gewerkschaft (1939–1943)
- L'ordine fascista, Monatsjournal (1921)
- Italia Fascista, Illustrierte Monatsschrifts des Neuen Italien – Chefredakteure Leo d'Alba und Lori Mangano (1934)
- La Stirpe, Korporatistische Monatsschrift der faschistischen Unternehmen, Chefredakteur Edmondo Rossoni (1923–1940)
- Gioventù fascista, (1931–1936)
- Tempo di Mussolini, Mailand (1935–1944), Chefredakteur Alfredo Acito

## Italienische Sozialrepublik
- Corrispondenza Repubblicana (Oktober 1943 – April 1945)
- La Repubblica Fascista, in Mailand gründet von Carlo Borsani (Januar 1944 – April 1945)
- Il Regime Fascista, Cremona, (November 1943 – April 1945)
- Il Popolo Vicentino (Oktober 1943 – April 1945) Chefredakteur Angelo Berenzi
- Il Lavoro (Februar 1945 bis April 1945)
- L'Italia del Popolo (März 1945 bis April 1945)
- L'Italia Repubblicana Triest
- Sveglia!, (August 1944 – April 1945)
- Italia e Civiltà, Florenz, (Januar 1944 bis Juni 1944)
- La Cambusa, (September 1943 – Januar 1945), offizielles Organ der Xª Flottiglia MAS, Chefredakteur Pasca Piredda
- L'Orizzonte, (Januar 1945), letztes offizielles Organ der Xª Flottiglia MAS, Chefredakteur Bruno Spampanato
- Che l'Inse!, Organ der Schwarzen Brigaden, Chefredakteur Davide Sega[2].

## Nach 1945
- Secolo d’Italia, 1952 gegründet von Franz Turchi, einem früheren Mitglied der faschistischen Partei PNF, bis ca. 1995 neofaschistisch